# Donald H. Magnuson

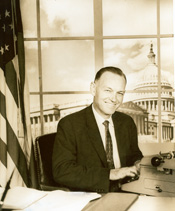
Donald H. Magnuson

Donald Hammer Magnuson (* 7. März 1911 bei Freeman, Spokane County, Washington; † 5. Oktober 1979 in Seattle, Washington) war ein US-amerikanischer Politiker. Zwischen 1953 und 1963 vertrat er den Bundesstaat Washington im US-Repräsentantenhaus.

## Werdegang
Donald Magnuson wurde auf einer Farm in der Nähe von Freeman geboren. Er besuchte die öffentlichen Schulen seiner Heimat und studierte danach von 1926 bis 1928 an der Spokane University. Bis 1931 setzte er seine Ausbildung an der University of Washington in Seattle fort. Danach war er als Erntehelfer und als Arbeiter in einer Flugzeugfabrik tätig. Zwischen 1934 und 1952 arbeitete er als Reporter für zwei Zeitungen im Staat Washington.
Politisch war Magnuson Mitglied der Demokratischen Partei. Bei den Kongresswahlen des Jahres 1952 wurde er im neugeschaffenen siebten Wahlbezirk seines Staates in das US-Repräsentantenhaus in Washington, D.C. gewählt, wo er am 3. Januar 1953 sein neues Mandat antrat. Nach vier Wiederwahlen konnte er bis zum 3. Januar 1963 fünf Legislaturperioden im Kongress absolvieren. In diese Zeit fiel unter anderem die Kubakrise. Im Jahr 1961 wurde der 23. Verfassungszusatz im Kongress verabschiedet. 1955 wurde Magnuson Mitglied im Ausschuss, der sich mit der Handelsmarine und der Fischerei befasste. Außerdem war er zeitweise Mitglied des Haushaltsausschusses und einiger Unterausschüsse. Von 1959 bis 1963 gehörte er dem Aufsichtsrat der Luftwaffenakademie in Colorado Springs an.
Bei den Wahlen des Jahres 1962 unterlag Magnuson dem Republikaner K. William Stinson. Zwischen 1963 und 1969 arbeitete er für das Innen- sowie dann bis 1973 für das Arbeitsministerium. Danach zog er sich in den Ruhestand zurück, den er in Seattle verbrachte. Dort ist Donald Magnuson am 5. Oktober 1979 auch verstorben.